# Roșia Montană
Roșia Montană (in latino Alburnus Maior, in ungherese Verespatak, in tedesco Goldbach), è un comune della Romania di 3 176 abitanti, ubicato nel distretto di Alba, nella regione storica della Transilvania.
Il comune è formato da un insieme di 16 villaggi: Bălmoșești, Blidești, Bunta, Cărpiniș, Coasta Henții, Corna, Curături, Dăroaia, Gârda-Bărbulești, Gura Roșiei, Iacobești, Ignățești, Roșia Montană, Șoal, Țarina, Vârtop.
Roșia Montană è una città mineraria situata nei Monti Apuseni nella valle del fiume Roșia (letteralmente Fiume Rosso).
Le ricche risorse minerarie della zona sono state certamente sfruttate fin dall'epoca romana, ma probabilmente anche prima. Le miniere d'oro a conduzione statale sono state forzatamente chiuse nel 2006, anche perché costituivano un ostacolo all'ammissione della Romania all'Unione europea, ma la società canadese Gabriel Resources ha intenzione di riaprire le miniere su vasta scala. Questa prospettiva ha causato discussioni pesanti, in quanto il progetto farebbe temere la distruzione dei reperti di epoca romana; viene ventilato anche il rischio del ripetersi dell'inquinamento da cianuro verificatosi anni addietro a Baia Mare. D'altro canto, la società canadese ha promesso di bonificare almeno una parte dell'inquinamento provocato dalla gestione incontrollata delle miniere che ha aggiunto acidi e metalli pesanti al ferro che dà al fiume Roșia quel colore tipico da cui trae il nome.
Il sito è diventato parte del Patrimonio UNESCO nel 2021. Roșia Montană presenta il complesso di miniere d'oro romane più significativo, esteso e tecnicamente vario conosciuto al momento dell'iscrizione sulla lista.

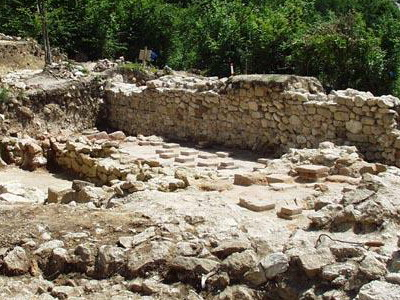
Rovine romane di Roșia Montană (Alburnus Maior)

## Storia
L'estrazione dell'oro nel cosiddetto Quadrilatero d'oro della Transilvania è testimoniata da ritrovamenti archeologici e metallurgici che risalgono all'Età della pietra.
Alburnus Maior venne fondata dai Romani come città mineraria dopo al conquista della Dacia avvenuta sotto il regno di Traiano, grazie all'insediamento di coloni illirici provenienti dalla Dalmazia meridionale; il più antico riferimento alla città si trova su una tavoletta di cera datata 6 febbraio 131. Gli scavi archeologici hanno portato alla scoperta di antiche abitazioni, necropoli, gallerie di miniera ed attrezzi da minatore, oltre a 25 tavolette di cera che riportano iscrizioni in greco e latino.
I Romani lasciarono la Dacia nel 271 e si hanno notizie di una ripresa dell'attività mineraria nel Medioevo da parte di emigranti tedeschi, che utilizzavano tecniche assai simili a quelle dei Romani. La situazione rimase stabile fino alle devastanti guerre che imperversarono nell'area alla metà del XVI secolo.
Una consistente espansione dell'attività mineraria ebbe luogo sotto l'impulso dell'autorità imperiale austro-ungarica, ma dopo la caduta dell'Impero nel 1918 l'attività mineraria continuò sotto forma di piccole concessioni di dimensioni limitate assegnate ai cittadini locali. La ganga ricca di solfuri estratta con il minerale utile produsse importanti quantità di acido solforico con conseguente liberazione di metalli pesanti nelle acque della zona, insieme al mercurio utilizzato per l'arricchimento del minerale e l'estrazione dell'oro.
Nel 1948 le miniere d'oro vennero nazionalizzate, ma la tradizionale coltivazione per piccoli cantieri continuò fino alla fine degli anni sessanta. A quel punto, l'attenzione si rivolse alla limitata concentrazione d'oro contenuta nelle rocce che circondavano i filoni più ricchi e nel 1975 venne realizzata una vasta miniera a cielo aperto sulla collina di Cetate per la coltivazione massiva; questa miniera era condotta dalla Rosiamin, una società controllata dalla compagnia statale RAC (Regia Autonomă a Cuprului din Deva), e impiegava 775 lavoratori, il che rappresentava la gran parte dei posti di lavoro nella regione. Il tout-venant estratto veniva arricchito per flottazione in un impianto situato a Gura Roșiei, mentre l'oro veniva successivamente estratto con un processo che implica l'impiego di cianuro in un altro impianto ubicato a Baia de Arieș.
Questa miniera operava in consistente perdita e richiedeva sussidi governativi per circa 3 milioni di dollari all'anno, sostegno incompatibile con le normative dell'Unione Europea; le miniere vennero quindi chiuse nel 2006 per consentire l'ingresso della Romania nell'UE. Comunque, la concessione mineraria su quasi 24 km² di territorio attorno a Roșia Montană fu trasferita dalla Minvest Deva SA, l'erede della RAC, ad una società denominata Roșia Montană Gold Corporation (RMGC); quest'ultima fa capo per l'80% alla società canadese Gabriel Resources, per il 19,3% al Governo romeno e per il restante 0,7% a piccoli investitori locali.
Il progetto della RGMC prevede di sostituire i vecchi processi produttivi con altri più moderni ed aderenti agli standard imposti dall'Unione Europea, aprendo però quella che sarebbe la più grande miniera d'oro a cielo aperto d'Europa. Le controversie sorte attorno a questo progetto hanno portato l'attenzione mondiale su Roșia Montană.